# الله وردي أفشار

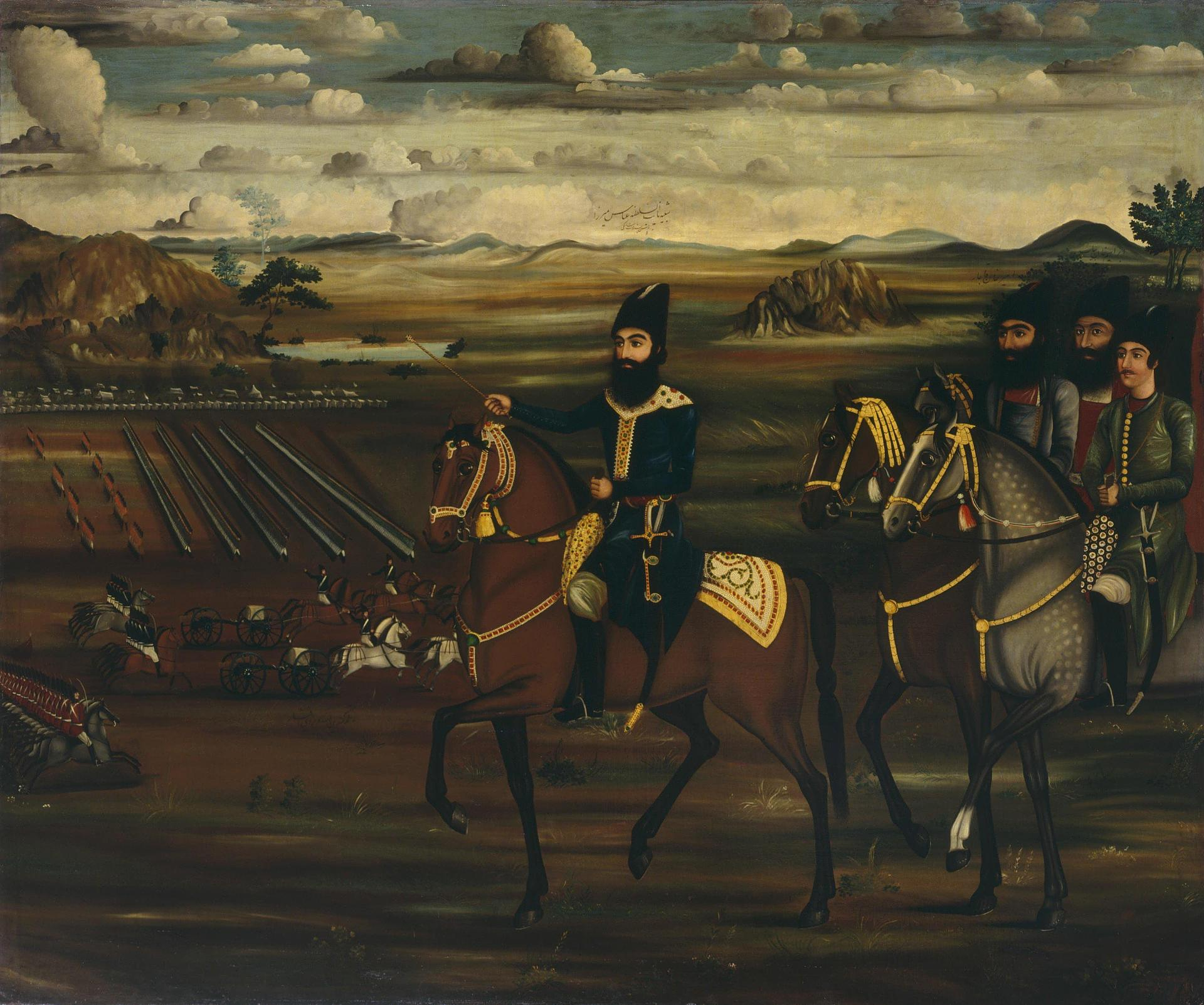
رسم توضيحي لولي عهد إيران القاجاري، عباس ميرزا ، وهو يستعرض قواته. رسمه الله وردي أفشار عام 1815 م.

الله وردي أفشار كان رسامًا في إيران القاجارية، وكان نشطًا من عام 1815 حتى بعد عام 1825. كان ينتمي إلى فرع قاسملو من فرع قبيلة أفشار التي كانت تقيم في مدينة أرومية.
ويبدو أن الله وردي أفشار، الذي كان ناشطًا في البداية في موطنه أرومية ثم في بلاط ولي العهد عباس ميرزا في تبريز، قد تجنب نفوذ طهران المتزايد، على عكس معظم الفنانين الملكيين في عصر القاجار (1779-1925 م). أشرف على تزيين برج تشهار في أرومية، الذي كان بمثابة مقر إقامة الحكام الوراثيين الذين ينتمون إلى نفس قبيلة أفشار التي ينتمي إليها الفنان. يصف المبشر الأمريكي المعاصر جوستين بيركنز لوحة جدارية تصور عباس ميرزا وهو يصطاد خنزيرًا بريًّا في القصر، لكنه لا يقول من هو الفنان. ويظهر موضوع الزخرفة أن الله وردي عمل على المجمع في وقت لاحق، في عهد حاكم حسين قلي خان بغلاربيجي أفشار (1797-1821 م)، على الرغم من أن تطوير الهيكل بدأ في العصر الزندي (1751-1794 م). أُنشئَت لوحاته الموجودة خلال هذه الفترة.
ربما كان اعتماد عباس ميرزا الكبير على القوى العاملة الأفشارية لجيشه المُصلح هو السبب في تمكن اللهفيردي من الانضمام إلى البلاط.
في عام 1820، أُرسل عباس ميرزا الله وردي أفشار إلى مدينة تبليسي لتعلم الطباعة الحجرية وشراء أول آلة طباعة حجرية اُستخدمَت في إيران على الإطلاق. ومن الممكن أن تكون هذه المطبعة في تبريز قد طبعت أربعة مجلدات من الأدب الفارسي والتي نُشرت بين عامي 1825 و1832.